# Дамме (Дюммер)
Дамме (нім. Damme) — місто в Німеччині, розташоване в землі Нижня Саксонія. Входить до складу району Фехта .
Площа — 104,45 км2. Населення становить 17 366 ос. (станом на 31 грудня 2021).